# 舊維日夫卡區

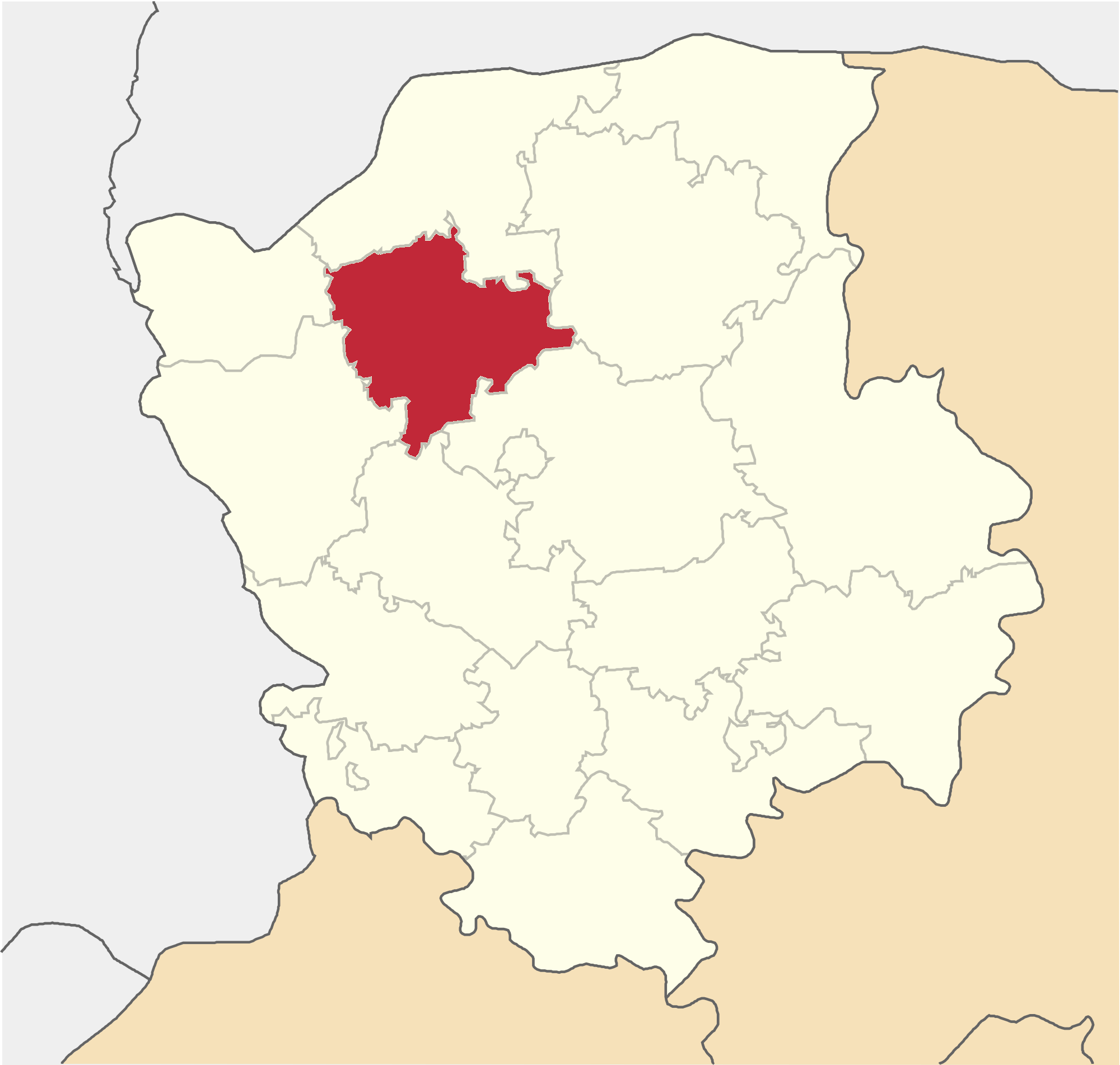
撤销前舊維日夫卡區在沃倫州的位置

舊維日夫卡區（烏克蘭語：Старовижівський район），曾是烏克蘭的一個區，位於該國西部，由沃倫州負責管轄，首府設於舊維日夫卡，面積1,121平方公里，2015年人口30,641，人口密度每平方公里27.6人。
该区在2020年7月18日的乌克兰行政区划改革中被撤销，改革后沃伦州下分为4个区，舊維日夫卡區合并至科韋利區。